# Synagoge (Anspach)

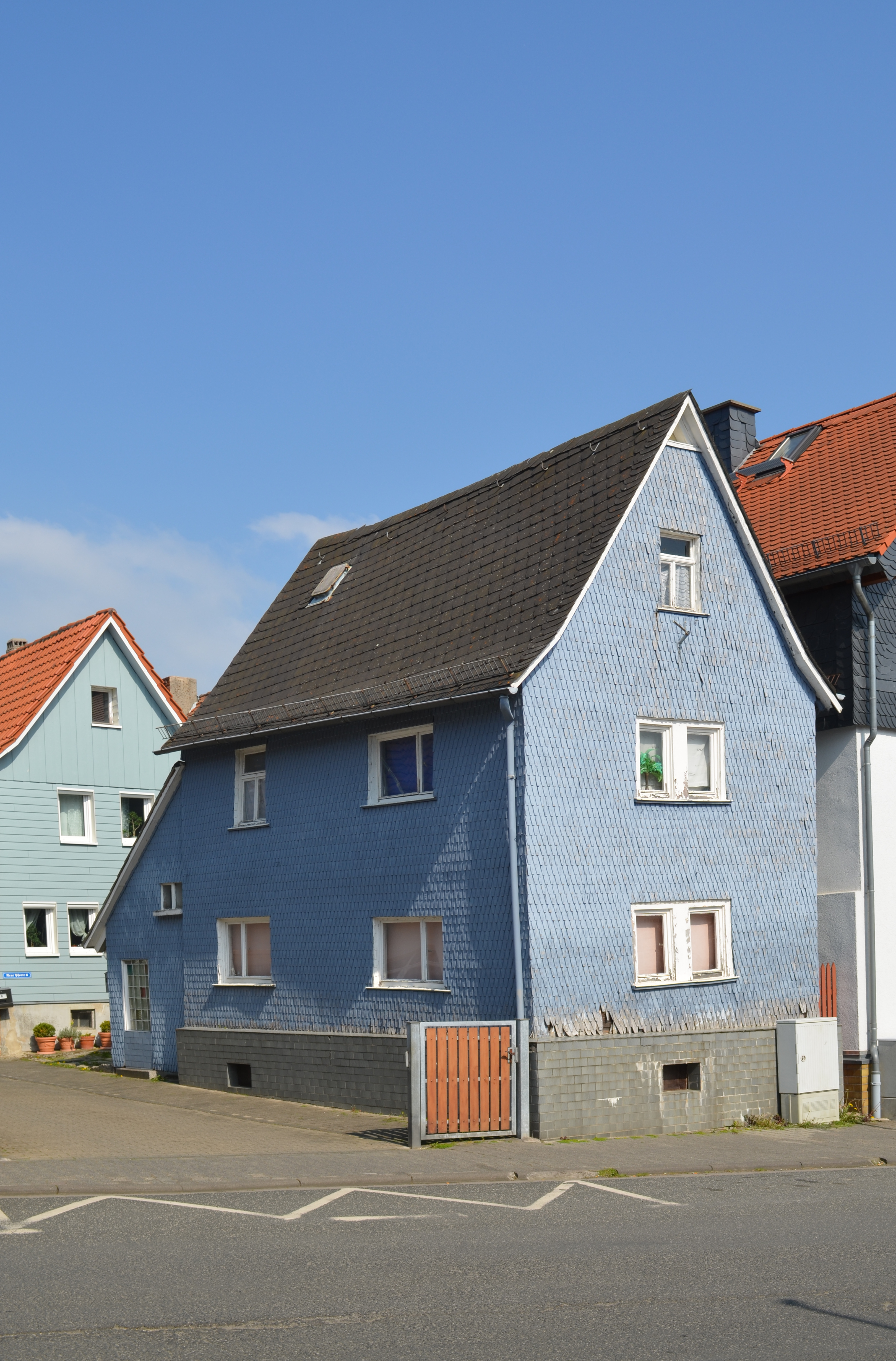
Ehemalige Synagoge in Anspach

Die ehemalige Synagoge in Anspach, einem Ortsteil von Neu-Anspach im Hochtaunuskreis, war eine Synagoge, die heute als Wohnhaus genutzt wird. Das Gebäude steht unter Denkmalschutz.

## Geschichte
Die kleine jüdische Gemeinde in Anspach erwarb im 19. Jahrhundert das kleine Gebäude mit Satteldach, um es als Synagoge zu nutzen. Die Synagoge, die auch einen Schulraum umfasste, wurde von den jüdischen Einwohnern in Anspach, Rod am Berg und Schmitten genutzt.
In Anspach wurden 1843 fünfzehn, in Rod am Berg neun jüdische Einwohner gezählt. 1905 waren dies noch sieben in Anspach und elf in Rod am Berg. Einen eigenen Rabbiner oder Lehrer gab es aufgrund der geringen Größe der jüdischen Gemeinde nicht. Diese fanden sich in Wehrheim oder Usingen. 
Nach der Ermordung der Juden in der Zeit des Nationalsozialismus bestand keine jüdische Gemeinde in Anspach mehr. Das Gebäude mit Adresse Neue Pforte 4 wurde zu Wohnzwecken umgebaut und wird heute noch so genutzt.
Nahe der Synagoge lag der Jüdische Friedhof.